# Interkulturní komunikace
Interkulturní komunikace a školení je jedním z témat interkulturní psychologie a pedagogiky. Označuje procesy interakce a sdělování v takových situacích, kdy jsou komunikujícími příslušníci jazykově či kulturně rozdílných národů, etnik, ras nebo náboženství.

Interkulturní komunikační trénink (neboli školení, vzdělávání) odkazuje na formální snahy, jejichž cílem je připravit lidi pro efektivnější mezilidské pokračování s nárůstem již tak velkého množství studentů, kteří vyhledávají vzdělávací příležitosti v jiných než jejich vlastních zemích, zvýšení letecké dopravy, rozvoj globálního trhu, zvyšující se citlivostí na pohlaví a etnické rozdíly na pracovišti, pohyb imigrantů a uprchlíků, rozvoj programů zaměřených na osobní kontakt (Mírové sbory, Mládežnické výměnné programy), a další.
Komunikace je specifický druh sociální interakce, kterou jedna osoba vědomě vysílá zprávu jiné osobě, jinými slovy, je to proces vzájemného předávání informací v sociálním kontaktu pomocí různých nástrojů. Má-li příjemce komunikace sdělení správně porozumět, musí být splněna řada podmínek – zejména jazyková kompetence, ale také znalost různých kulturních a sociálních skutečností, které každá kultura považuje za samozřejmé.

## Historie interkulturní komunikace
Dnes víme, že již starověcí Řekové prožívali svoji jazykovou a kulturní odlišnost od jiných kultur. Všechny velké říše od starověku se s touto rozdílností musely nějak vyrovnávat. Vědecké zkoumání interkulturní komunikace má ale poněkud kratší historii: začalo po II. světové válce, kdy USA expandovaly do různých zemí a kontinentů a tak docházelo k častým kontaktům mezi Američany a příslušníky odlišných kultur. Zkoumání interkulturní komunikace bylo tedy podníceno spíše praktickými potřebami.

### Význam interkulturní komunikace
1. Procesy verbálního a neverbálního sdělení v různých sociálních situacích
2. Vědecká teorie a výzkum zabývající se reálnými procesy interkulturního komunikování
3. Edukační a podpůrná aktivita zaměřená na praxi, která vychází z poznatků příslušné vědecké teorie a výzkumu[1]

## Komunikace mezi národy a kulturami
Různé kultury mají různé normy a očekávání chování ve formálních i neformálních situacích, například při sociálních interakcích, schůzkách nebo jednáních. Nedostatek informací a pochopení těchto rozdílů může vést k nedorozuměním.
- Komunikace mezi Čechy a Slováky: odlišnost jazyků i kultur je velmi slabá
- Komunikace mezi Čechy a Romy: odlišnost kultur, nikoliv jazyků, neboť většina Romů mluví česky (především mladá generace již nezná romštinu)
- Komunikace mezi Čechy a Vietnamci: odlišné jazyky i kultury

### Kulturní specifičnosti komunikace
Ve verbální komunikaci rozlišujeme rozdíly mezi kulturami s nízkým a vysokým komunikačním kontextem.
	Nízký komunikační kontext je typický pro Němce, Švýcary a Skandinávské národy, kteří jednoznačně vyjadřují obsah komunikace. Například v obchodních jednáních vyjadřují vše přímo a otevřeně sdělují i svůj nesouhlas.
	Vysokým komunikačním kontextem se vyznačují kultury, jejichž příslušníci se nevyjadřují tak otevřeně a skutečný obsah sdělení je nutno vyvozovat z kontextu. Tento styl komunikace je typický pro Italy, Španěly, Francouze nebo pro národy asijských kultur. Například Japonci při pracovním jednání nevyjadřují jednoznačně svůj nesouhlas, místo toho mlčí, omlouvají se nebo přechází na jiné téma. Pro Japonce je totiž přímé negativní vyjádření považováno za nezdvořilé.

### Interkulturní komunikační kompetence
Interkulturní komunikační kompetence byly shledány jako silné prediktory kulturního šoku, psychologického přizpůsobení, celkové mezikulturní účinnosti v bydlení v hostitelské kultuře, rozsahu sociální interakce s hostitelskými státními příslušníky, pracovního výkonu a transferu technologií. Základem interkulturní kompetence je jazyková vybavenost a respektování kulturních specifičností partnerů. Tyto kompetence jsou považovány za nezbytný aspekt při procesu mezikulturní adaptace jednotlivce.

#### Severoamerická kultura
- emoce nejsou vysoce hodnocené, dohoda probíhá obvykle bez emocí
- síla hraje v procesu vyjednávání velkou roli
- týmová práce má za úkol určit vstupy, o kterých nakonec rozhodují výše postavení s rozhodovací pravomocí
- vyjednávání kontraktu spočívá v přesně dohodnutých detailech a je zakončeno podpisem rozsáhlých smluv, které obsahují práva a podmínky týkající se konkrétního kontraktu
- rozhodnutí se řídí náklady a přínosy[6]

#### Japonská kultura
- emoce (hlavně ty negativní) nejsou otevřeně projevovány
- skupinový rozhodovací proces
- při japonské diskuzi je snaha dbát na to, aby byl do diskuze zahrnut každý člen této diskutující skupiny
- Gesta: Japonci se zdraví spíše úklonem než potřesením rukou
- Japonští manažeři jsou poměrně houževnatí. Je velmi těžké dosáhnout oboustranně přijatelného výsledku.[6][7]

Srovnání komunikačních stylů mezi Severní Amerikou a Japonskem:
| Severoamerický             | Japonský                           |
| -------------------------- | ---------------------------------- |
| individualistický přístup  | mezilidský/kolektivistický přístup |
| objektivní vnímání reality | subjektivní vnímání reality        |
| slovní jednání             | mimoslovní jednání                 |
| přesvědčivý v jednání      | harmonizující v jednání            |
| kvantitativní              | holistický                         |
| pragmatický                | procesně orientovaný               |

#### Čínská kultura
- při vyjednávání kontraktu jsou nejdůležitější vztahy a důvěra mezi vyjednávacími stranami
- Asiaté jsou více formální než západní kultury
- starší lidé jsou formálnější než mladí
- lidé ve větších organizacích jsou formálnější než lidé v malých organizacích[7]

#### Arabská kultura
- přikládají velkou hodnotu k vyjadřování emocí
- hodně mluví, opakují se, křičí a dělají gesta
- jsou velmi tolerantní k hlučení a vyrušování během diskuze
- rádi diskutují o penězích
- neměli bychom se jich ptát na jejich manželky, je to pro ně příliš intimní otázka, raději se zeptat na rodinu
- rádi mluví o Islámu, můžeme se jich na něj ptát, rádi to vysvětlují[7]

#### Latinskoamerická kultura
- emoční citlivost je ceněna
- síla ve vyjednávání je rozhodující, být silnější než ostatní je všeobecně ceněno
- individuální rozhodovací proces
- vášnivé a emocionální debaty jsou oblíbené[6]

## Interkulturní školení a jeho význam
Za rozvojem interkulturního školení (tréninku) stojí především jeho tvorba a zdokonalování v průběhu válek, přístupu k náboženství a k účelům obchodu (zejména mezinárodního).
Dalšími aspekty ovlivňující jeho rozvoj jsou:
- rozvoj globálních dopravních systémů
- turismus
- mezinárodní výměnné vzdělávací programy
- rozvoj informačních a komunikačních technologií (televize, radio, počítačová síť, telefon, fax)

Interkulturní vzdělávání se týká činností, jejichž cílem je pomoci lidem pracovat a efektivně žít v cizím kulturním prostředí.

## Současné poznatky a budoucnost interkulturální komunikace a školení
Velmi rozvinuté je zkoumání interkulturní komunikace v USA. Mezi nejvýznamnější organizace patří:
- National Communication Association (NCA)
- Society for Intercultural Education, Training and Research (SIETAR)

Teorie a výzkum interkulturní komunikace se rozvíjí také v dalších zemích. Nejvíce se těmto výzkumům věnují ve Velké Británii, Německu a Rusku.